# 다카쓰키시
다카쓰키시(일본어: 高槻市)는 일본 오사카부 북부에 있는 도시이다. 2003년 4월 1일에 중핵시로 지정되었다. 정령지정도시로 지정된 오사카시와 교토시 사이에 위치하며, 베드타운으로 발전하고 있다.

## 지리
시역은 동서로 좁고 남북으로 넓다. 산간으로부터 아쿠타가와강이 시내 중앙부를 흐르고 있으며, 아쿠타가와강의 지류인 뇨제강이 있다.
북부는 호쿠세쓰 산지이다. 주산으로 퐁퐁산, 미요시산, 구로가라산, 묘진가산, 다카오산, 아부산 등이 있고, 면적의 3분의 1은 산림이 차지한다.

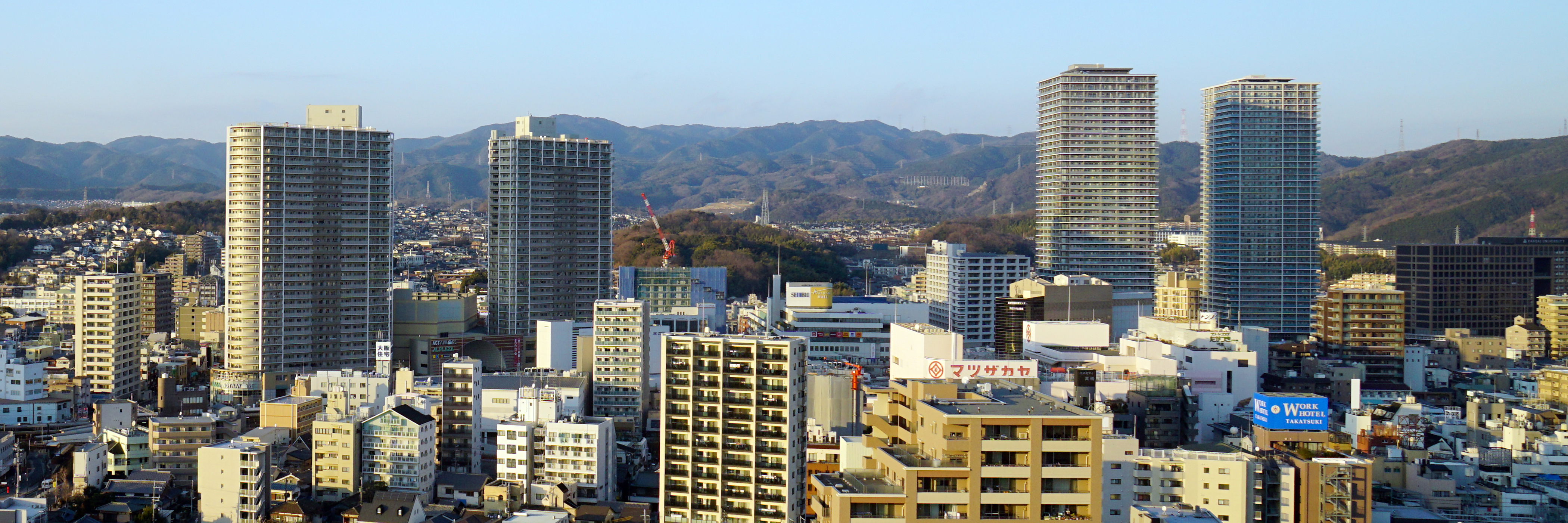
다카쓰키시

## 역사
- 1871년 7월 - 다카쓰키번이 다카쓰키현으로 개편되었다.
- 1871년 11월 - 오사카부에 편입되었다.
- 1889년 4월 - 시마카미군 다카쓰키촌이 성립하였다.
- 1889년 4월 1일 - 정촌제 시행으로 시모카미군 다카쓰키촌이 성립하였다.
- 1896년 4월 - 미시마군이 성립하였다.
- 1898년 10월 14일 - 정으로 승격해 미시마군 다카쓰키정이 되었다.
- 1931년 1월 1일 - 오칸무리촌, 시미즈촌, 아쿠타가와정, 이와테촌이 합병해 다카쓰키정이 성립하였다.
- 1934년 9월 1일 - 미시마군 뇨제촌을 편입하였다.
- 1943년 1월 - 오사카부에서 9번째로 시로 승격해 다카쓰키시가 되었다.
- 1948년 1월 1일 - 아부노촌을 편입하였다.
- 1950년 11월 1일 - 고료촌을 편입하였다.
- 1955년 4월 3일 - 산가마키촌을 편입하였다.
- 1956년 9월 30일 - 돈다촌을 편입하였다.
- 1958년 - 교토부에서 가시타촌을 편입하였다
- 2003년 4월 - 오사카부에서 2번째로 중핵시가 되었다.

## 교통

### 철도
- 서일본 여객철도 도카이도 본선 (● JR 교토선)
  - (← 미시마군 시마모토정) - 다카쓰키역 - 셋쓰톤다역 - (이바라키시 →)
- 한큐 전철 교토 본선
  - (← 시마모토정 미나세역) - 간마키역 - 다카쓰키시역 - 돈다역 - (이바라키시 소지지역 →)

### 도로
- 한와 자동차도
- 긴키 자동차도
- 국도 제170호선 (일본)(일본어판)
- 국도 제171호선 (일본)(일본어판)

## 인구
| 연도 | 인구      | ±% |
| ---- | --------- | -- |
| 1970 | 231,129명 | —  |
| 1975 | 330,570명 | —  |
| 1980 | 340,720명 | —  |
| 1985 | 348,784명 | —  |
| 1990 | 359,867명 | —  |
| 1995 | 362,270명 | —  |
| 2000 | 357,438명 | —  |
| 2005 | 351,826명 | —  |
| 2010 | 357,359명 | —  |
| 2015 | 351,829명 | —  |
| 2020 | 352,698명 | —  |

## 자매 도시・제휴 도시
- 일본 시마네현 마스다시(1971년)
- 일본 후쿠이현 미카타카미나카군 와카사정(1993년)
- 필리핀 마닐라
- 중화인민공화국 장쑤성 창저우시
- 오스트레일리아 퀸즐랜드주 터움바